# 通用日志文件系统
通用日志文件系统（Common Log File System，缩写CLFS）是一个通用目的的日志文件系统，它可以从内核模式或用户模式的应用程序访问，用以构建一个高性能的事务日志。它自Windows Server 2003 R2引入，并包含在之后版本的Windows操作系统中。CLFS可以用于数据日志与事件日志。CLFS已被TxF和TxR用于在提交事务前存储事务状态的变更。